# هوراس شابمان (سياسي)
هوراس شابمان (بالإنجليزية: Horace Chapman)‏ هو محامي وسياسي أمريكي، ولد في 26 فبراير 1811، وتوفي في 6 فبراير 1884. انتخب عضو جمعية ولاية ويسكونسن.